# Waving Through a Window
"Waving Through a Window" je píseň z amerického muzikálu "Dear Evan Hansen". Jedná se o cover nazpívaný Adamem Youngem známým svým projektem Owl City, kterého oslovili producenti Alex Lacamoire, Benj Pasek a Justin Paul.

## Dear Evan Hansen
Dear Evan Hansen je muzikál napsaný Benjem Pasekem a Justinem Paulem, duem vystupujícím jako Pasek & Paul, kteří skládají písně pro divadelní hry i film. Příběh vychází z předlohy, divadelní hry, Stevena Levensona. Režii převzal Michael Greif a v hlavní roli se představil Ben Platt jako Evan Hansen.
Muzikál měl premiéru ve washingtonské Arena Stage 30. července 2015, Off-Broadwayský debut během března až května 2016 a na Broadwayi 14. listopadu 2016. Na 71. ročníku Tony Awards pořádaného 11.6.2017 byla hra nominována na 9 ocenění a nakonec obdržela 6 z nich zahrnující Nejlepší muzikál, Nejlepší hudba, Nejlepší předloha k muzikálu a Nejlepší herec v muzikálu (Ben Platt, který hrál Evana).
Dear Evan Hansen je inspirovaný traumatickou nehodou v Pasekově životě, a to smrtí středoškolského studenta. Ústřední postava Evan Hansen trpící sociální fobií studuje na střední škole a najednou se ocitá uprostřed rozruchu způsobeného smrtí jeho spolužáka.

## Dear Evan Hansen (Original Broadway Cast Recording)
| Dear Evan Hansen (Original Broadway Cast Recording) | Dear Evan Hansen (Original Broadway Cast Recording) | Dear Evan Hansen (Original Broadway Cast Recording) |
| Pořadí                                              | Název                                               | Délka                                               |
| --------------------------------------------------- | --------------------------------------------------- | --------------------------------------------------- |
| 1.                                                  | Anybody Have a Map?                                 | 2:26                                                |
| 2.                                                  | Waving Through a Window                             | 3:56                                                |
| 3.                                                  | For Forever                                         | 5:01                                                |
| 4.                                                  | Sincerely, Me                                       | 3:42                                                |
| 5.                                                  | Requiem                                             | 4:19                                                |
| 6.                                                  | If I Could Tell Her                                 | 4:08                                                |
| 7.                                                  | Disappear                                           | 4:35                                                |
| 8.                                                  | You Will Be Found                                   | 6:00                                                |
| 9.                                                  | To Break in a Glove                                 | 3:50                                                |
| 10.                                                 | Only Us                                             | 3:47                                                |
| 11.                                                 | Good for You                                        | 3:05                                                |
| 12.                                                 | Words Fail                                          | 5:51                                                |
| 13.                                                 | So Big / So Small                                   | 4:12                                                |
| 14.                                                 | Finale                                              | 1:35                                                |

Dear Evan Hansen (Original Broadway Cast Recording) je album vydané 3.2.2017 ke stejnojmennému muzikálu. Druhá píseň z alba Waving Through a Window byla předem dána těm, kteří si album předobjednali. Také pátá píseň Requiem byla dostupná po 24 hodin týden před vydáním alba a 27.1.2017 byla dána jako druhý bonus předplatitelům.
Album debutovalo 25. února 2017 na 8 příčce hudebního žebříčku Billboard 200, což je neuvěřitelný úspěch, neboť broadwayské album se takhle vysoko umístilo naposled v roce 1961 (album Camelot).

## Waving Through a Window
19. června 2017 Adam Young na svém profilu na Instagramu sdílí fotku s úryvkem textu, názvem písně Waving Through a Window a muzikálu Dear Evan Hansen a poté až 23.6. podává podrobný příběh, ve kterém se srovnává s Evanem. Adam píše o tom, jak se už jako malý kluk cítil jako outsider, uvnitř plný plný nápadů a nadšení, ale zvenku tichý, bez sebevědomí a respektu. Nyní je tomu ale jinak. Na střední byl jako Evan, uzavřený do sebe. "Podobně jako se Evan oddal psaní dopisů, tak i já jsem začal tvořit hudbu, abych se popral s problémy, které mi život předhazoval." Adam pokračuje tím, že hudba (a také Bůh) mu pomohla překonat hráz sociální fobie, kterou si kolem sebe vybudoval, a z ustrašeného klučiny se z něj stal někdo, kdo si sice stále může připadat jako outsider, ale kdo je sám sebou a kdo ví, co chce v životě dělat. "Chci psát hudbu, tak jako auto píše vlastní autobiografii. Chci psát o svých osobních zážitcích a životních příbězích, protože jsou důležité. Jsou skutečné a pravdivé a hodné úcty."
Právě toto Adamovo vyznání dodalo jeho verzi Waving Through a Window ty správné emoce, neboť v jeho podání je píseň o poznání lehčí a optimističtější.
Pro Billboard Adam cover komentoval: "O hře jsem neslyšel až do doby, než mi zavolali tvůrci Alex Lacamoire, Benj Pasek a Justin Paul. Omluvil jsem se za to, že s tímto projektem nejsem obeznámený a prostě vyložil karty na stůl. Oni mi řekli, že jsou velkými fanoušky mé tvorby a že chtějí zkusit převést Waving Through a Window do popového žánru. Že se na sebe podívali a pomysleli si: Vezměme toho kluka z Owl City." Po telefonátu si šel Adam píseň poslechnout, byl nadšený slovy a vším tím, co četl o Evanovi a rozhodl se, že na nabídku přikývne, ačkoliv sám muzikál neviděl (a to ani v době kdy cover tvořil, neboť se do New Yorku, kde se muzikál hrál, nemohl dostat). Tvůrci Adamovi prozradili, že jeden z původních návrhů bylo, že v Evanově pokoji by rádio hrálo nějakou Owl City skladbu. Po Adamovi chtěli, aby se při psaní vžil do role chlapce, který sedí v pokoji a poslouchá něco, co zní jako Adamova hudba. Toto Adamovi poskytlo hodně inspirace, jak ke tvorbě coveru přistoupit. Původně nebylo jasné, zda se bude jednat o duet, kde se budou prolínat Adamův hlas s hlasem Bena Platta, ale nakonec bylo rozhodnuto, že má Adam nazpívat celou píseň. Adam udělal hrubou verzi, poslal ji a poté upravil, doplnil a přezpíval, co se tvůrcům nezdálo. Jejich představa byla, aby se Adam pokusil o takovou tu nevinnost, která se objevuje v Owl City písni Fireflies. Adam také obdivuje hlas Bena Platta, kterého považuje za profesionálnějšího zpěváka, neboť sám Adam nikdy lekce zpěvu nenavštěvoval. Říká, že bylo obtížné nastudovat Benovu verzi, nejvíce mu dala zabrat část, kde zpívá "When you’re falling in a forest and there's nobody around...", a to hlavně kvůli časování a tempu. "Není to můj styl, ale líbilo se mi, jak to nazpíval, takže jsem se musel snažit to vychytat. Byla to opravdová výzva."